# Babai nesztoriánus pátriárka
Babai vagy Babaeos (? – 503) nesztoriánus pátriárka 497-től haláláig.
Világi emberként foglalta el a szeleukiai püspöki székhelyet és pátriárkának/katholikosznak kezdte el címeztetni magát. A Nesztoriosz tanát követő hívek számára megszervezte a nesztoriánus egyházat,  és egy zsinaton kihirdette döntéseit. Tettével hosszú időre biztosította a nesztoriánus kereszténység perzsiai létezését.